# Tour de Corse 1983
Il Tour de Corse 1983, valevole come Rally di Francia 1983, è stata la 5ª tappa del mondiale 1983. Il rally è stato disputato dal 5 al 7 maggio in Corsica.
Il finlandese Markku Alén si aggiudica a manifestazione distaccando sul podio finale il tedesco Walter Röhrl e l'italiano Adartico Vudafieri.

## Dati della prova
| Denominazione ufficiale             | Tour de Corse - Rallye de France                         |
| Tappa N°                            | 5 di 12                                                  |
| Edizione N°                         | 27                                                       |
| Data manifestazione                 | da giovedì 05/05/1983 a sabato 07/05/1983                |
| Paese ospitante                     | Corsica                                                  |
| Superficie                          | Asfalto                                                  |
| Piloti iscritti                     | 178                                                      |
| Partiti                             | 178                                                      |
| Arrivati                            | 57 (32,0%)                                               |
| Prove                               | 32                                                       |
| La più breve                        | 8,30 km (PS31 Baracci - Oimeto)                          |
| La più lunga                        | 82,80 km (PS24 Liamone - Suaricchio)                     |
| Velocità media minore               | 76,43 km/h (PS12 Ponte Rosso - Borgo)                    |
| Velocità media maggiore             | 97,45 km/h (PS18 Notra Dame de la Serra - Pont du Fango) |
| Lunghezza complessiva tappe         | 1,066,10 km (62,2% della distanza totale)                |
| Lunghezza complessiva trasferimento | 649,00 km                                                |
| Distanza totale                     | 1,715.10 km                                              |

## Risultati

### Classifica
| Classifica generale | Classifica generale       | Classifica generale   | Classifica generale | Classifica generale | Classifica generale | Classifica generale | Classifica generale |
| Pos                 | Pilota                    | Co-pilota             | Auto                | Tempo               | Distacco            | Punti               |                     |
| ------------------- | ------------------------- | --------------------- | ------------------- | ------------------- | ------------------- | ------------------- | ------------------- |
| 1°                  | Markku Alén               | Ilkka Kivimäki        | Lancia Rally 037    | 12: 43: 38.0        | 0.0                 | 20                  |                     |
| 2°                  | Walter Röhrl              | Christian Geistdörfer | Lancia Rally 037    | 12: 45: 27.0        | + 1: 49.0           | 15                  |                     |
| 3°                  | Adartico Vudafieri        | Luigi Pirollo         | Lancia Rally 037    | 12: 50: 08.0        | + 6: 30.0           | 12                  |                     |
| 4°                  | Attilio Bettega           | Maurizio Perissinot   | Lancia Rally 037    | 12: 57: 27.0        | + 13: 49.0          | 10                  |                     |
| 5°                  | Bruno Saby                | Chris Williams        | Renault 5 Turbo     | 13: 25: 37.0        | + 41: 59.0          | 8                   |                     |
| 6°                  | Tony Pond                 | Rob Arthur            | Nissan 240 RS       | 13: 44: 51.0        | + 1: 01: 13.0       | 6                   |                     |
| 7°                  | Ange-Paul Franceschi      | Patrick Giudicelli    | Renault 5 Turbo     | 14: 11: 17.0        | + 1: 27: 39.0       | 4                   |                     |
| 8°                  | Jean-Sébastien Couloumiès | Claudine Causse       | Opel Ascona         | 14: 21: 09.0        | + 1: 37: 31.0       | 3                   |                     |
| 9°                  | Alain Coppier             | Josépha Laloz         | Citroën Visa Chrono | 14: 28: 21.0        | + 1: 44: 43.0       | 2                   |                     |
| 10°                 | Jean-Michel Guyot         | Jacques Raspaud       | Renault 5 Turbo     | 14: 35: 47.0        | + 1: 52: 09.0       | 1                   |                     |

### Prove speciali
| Giorno                | Prova | Nome                                   | Lunghezza       | Vincitore                      | Tempo           | V. media        | Leader del rally    |
| --------------------- | ----- | -------------------------------------- | --------------- | ------------------------------ | --------------- | --------------- | ------------------- |
| Frazione 1 (5 maggio) | PS1   | Verghia - Albitreccia                  | 33,20 km        | Walter Röhrl                   | 22: 13.0        | 89.66 km/h      | Walter Röhrl        |
| Frazione 1 (5 maggio) | PS2   | Zigliara - Argiusta 1                  | 28,60 km        | Markku Alén                    | 21: 23.0        | 80.25 km/h      | Jean-Claude Andruet |
| Frazione 1 (5 maggio) | PS3   | Petreto - Aullene 1                    | 19,90 km        | Markku Alén                    | 13: 42.0        | 87.15 km/h      | Markku Alén         |
| Frazione 1 (5 maggio) | PS4   | Zerubia - St Giulia                    | 30,70 km        | Markku Alén                    | 19: 01.0        | 96.86 km/h      | Markku Alén         |
| Frazione 1 (5 maggio) | PS5   | Sartene - Muratello                    | 47,00 km        | Jean-Claude Andruet            | 30: 16.0        | 93.17 km/h      | Walter Röhrl        |
| Frazione 1 (5 maggio) | PS6   | Tappa Annullata                        | Tappa Annullata | Tappa Annullata                | Tappa Annullata | Tappa Annullata | Walter Röhrl        |
| Frazione 1 (5 maggio) | PS7   | Aullene - Zivaco                       | 25,60 km        | Walter Röhrl                   | 17: 32.0        | 87.60 km/h      | Walter Röhrl        |
| Frazione 1 (5 maggio) | PS8   | Cozzano - Vivario                      | 51,40 km        | Jean-Claude Andruet            | 37: 01.0        | 83.31 km/h      | Jean-Claude Andruet |
| Frazione 1 (5 maggio) | PS9   | Muracciole - Abbazia                   | 49,80 km        | Jean-Claude Andruet            | 35: 09.0        | 85.01 km/h      | Jean-Claude Andruet |
| Frazione 1 (5 maggio) | PS10  | Campo Alquericio - Pont de Noceta      | 34,10 km        | Markku Alén                    | 21: 30.0        | 95.16 km/h      | Jean-Claude Andruet |
| Frazione 1 (5 maggio) | PS11  | Pont d'Altiani - Pont St Laurent       | 55,50 km        | Jean-Claude Andruet            | 41: 49.0        | 79.63 km/h      | Jean-Claude Andruet |
| Frazione 1 (5 maggio) | PS12  | Ponte Rosso - Borgo                    | 42,40 km        | Markku Alén                    | 33: 17.0        | 76.43 km/h      | Jean-Claude Andruet |
|                       |       |                                        |                 |                                |                 |                 | Jean-Claude Andruet |
| Frazione 2 (6 maggio) | PS13  | Prunelli - San Pancrazio               | 59,40 km        | Walter Röhrl                   | 45: 04.0        | 79.08 km/h      | Jean-Claude Andruet |
| Frazione 2 (6 maggio) | PS14  | Tappa Annullata                        | Tappa Annullata | Tappa Annullata                | Tappa Annullata | Tappa Annullata | Jean-Claude Andruet |
| Frazione 2 (6 maggio) | PS15  | Chiatra - Ponte Nuovo                  | 64,80 km        | Markku Alén                    | 47: 29.0        | 81.88 km/h      | Markku Alén         |
| Frazione 2 (6 maggio) | PS16  | Moltifao - Speloncato                  | 38,30 km        | Markku Alén                    | 24: 19.0        | 94.50 km/h      | Markku Alén         |
| Frazione 2 (6 maggio) | PS17  | Corbara - Calenzana                    | 17,90 km        | Hannu Mikkola                  | 11: 16.0        | 95.33 km/h      | Markku Alén         |
| Frazione 2 (6 maggio) | PS18  | Notra Dame de la Serra - Pont du Fango | 29,10 km        | Walter Röhrl                   | 17: 55.0        | 97.45 km/h      | Markku Alén         |
| Frazione 2 (6 maggio) | PS19  | Fango - Ota                            | 49,20 km        | Walter Röhrl                   | 35: 21.0        | 83.51 km/h      | Markku Alén         |
| Frazione 2 (6 maggio) | PS20  | Vico - Suarricchio                     | 62,30 km        | Hannu Mikkola                  | 47: 56.0        | 77.98 km/h      | Markku Alén         |
| Frazione 2 (6 maggio) | PS21  | Tappa Annullata                        | Tappa Annullata | Tappa Annullata                | Tappa Annullata | Tappa Annullata | Markku Alén         |
| Frazione 2 (6 maggio) | PS22  | Barracone - Radicale 1                 | 35,90 km        | Walter Röhrl                   | 25: 37.0        | 84.09 km/h      | Markku Alén         |
|                       |       |                                        |                 |                                |                 |                 | Markku Alén         |
| Frazione 3 (7 maggio) | PS23  | Plaine de Peri - Capigliolo            | 35,60 km        | Attilio Bettega                | 25: 47.0        | 82.84 km/h      | Markku Alén         |
| Frazione 3 (7 maggio) | PS24  | Liamone - Suaricchio                   | 82,80 km        | Attilio Bettega                | 1: 01: 59.0     | 80.15 km/h      | Markku Alén         |
| Frazione 3 (7 maggio) | PS25  | Tappa Annullata                        | Tappa Annullata | Tappa Annullata                | Tappa Annullata | Tappa Annullata | Markku Alén         |
| Frazione 3 (7 maggio) | PS26  | Barracone - Radicale 2                 | 35,90 km        | Walter Röhrl                   | 24: 57.0        | 86.33 km/h      | Markku Alén         |
| Frazione 3 (7 maggio) | PS27  | Zigliara - Arguista 2                  | 28,60 km        | Walter Röhrl                   | 21: 43.0        | 79.02 km/h      | Markku Alén         |
| Frazione 3 (7 maggio) | PS28  | Petreto - Aullene 2                    | 19,90 km        | Markku Alén Adartico Vudafieri | 14: 25.0        | 82.82 km/h      | Markku Alén         |
| Frazione 3 (7 maggio) | PS29  | Sorbollono                             | 21,90 km        | Walter Röhrl                   | 15: 30.0        | 84.77 km/h      | Markku Alén         |
| Frazione 3 (7 maggio) | PS30  | Bocco Albitrina - Portigliolo          | 19,20 km        | Bruno Saby                     | 13: 00.0        | 88.62 km/h      | Markku Alén         |
| Frazione 3 (7 maggio) | PS31  | Baracci - Oimeto                       | 8,30 km         | Walter Röhrl                   | 5: 10.0         | 96.39 km/h      | Markku Alén         |
| Frazione 3 (7 maggio) | PS32  | Calvese - Agosta                       | 38,80 km        | Markku Alén                    | 27: 00.0        | 86.22 km/h      | Markku Alén         |